# Цветанка Дочева
Цветанка Дочева е автор на 12 книги. 
Родена е на 22 септември 1934 г. в село Татари, Плевенско. Живее и твори в Ловеч. 
Била е дългогодишен преподавател по биология на немски език в Езиковата гимназия в Ловеч.
Автор е на стихове за деца и възрастни, разкази, романа „Ирония на съдбата“, 2004, стихосбирките „С дъх на теменуги“, 1994, „Луди потоци“, 1996, „Разбунени вопли“, 2008, „По пътя на бялата лястовица“, 2010, „Мартенички“, 1995 и 2005, „Снежната гора“, 1998 , също на "Чудната стомничка", 1997, "Тримата умници", 2002, "Златен кош", 2007, "Борба за живот", 2014 г. 
През 2014 г. ловешката поетеса, учителка и общественичка Цветанка Дочева получи почетна значка на община Ловеч за дългогодишна творческа дейност и принос в културния живот на града и по повод 80-годишнината й. 
Поетесата участва в Ловешкият алманах "Мостове 2017" редом с над 47 творци и още 40 художници.
Земният и път приключва на 18.01.2019 г.